# 白虹副克里介
白虹副克里介（学名：Parakrithe peihonga）为荊花介科副克里介屬下的一个种。